# Gavin & Nox

Gavin & Nox

Gavin & Nox ist ein aus Chris van Gavin und Tom Nox bestehendes DJ-Duo, das maßgeblich für die Schaffung des Genres Anthem Trance mitverantwortlich ist. Die Geschwister schlossen sich 1997 musikalisch zusammen und gründeten schließlich Gavin & Nox.
Im Sommer 2002 veröffentlichten sie über Sony Music Entertainment ihre erste Single namens Gold – eine Coverversion des Klassikers von Spandau Ballet. Noch im selben Jahr gründeten beide die Formation Subtunes um auch als Produzenten für andere Künstler tätig zu werden. Um auch im digitalen Zeitalter Schritt zu halten, wurde 2003 das Label Boom-Town Music mit dem dazugehörigen Verlag ins Leben gerufen. So ausgestattet begannen die beiden Brüder den internationalen Markt mit Remixen, Projekten und Singles zu überschwemmen. Mittlerweile zählen sie zu vielgebuchten DJs in Europa.
Seit 2005 sind sie außerdem Hauptproduzenten des Hamburger Labels Clubland Records, erfolgreich geworden durch Acts, wie Master Blaster sowie der Clubland Allstars.
Im Jahr 2006 bauten sie einen Kontakt zu Tony Catania, der schon Künstler wie Scatman John produziert hat, auf, um mit seiner Hilfe auch in den USA Fuß zu fassen.

## Diskografie

### Alben
- 2001 – Our Dimension

### Singles
- 2002 – Gold (feat. Martin Otto)
- 2006 – In your Eyes (feat. Sinatic)

### Projekte
- 2004 – Los Hijos De Ibiza – Save This Night For Love
- 2005 – DJ Teeno vs. Gavin & Nox – Everybody

### Compilations
- 2004 – Anthem Trance International Vol. 1
- 2006 – Trance'n'Chill Vol. 1

### Remixe
- 2002 – Spandau Ballet – Gold (Remix)
- 2003 – Rellman & Moiree – Far Away (Gavin & Nox Remix)
- 2003 – Rellman & Moiree – Far Away (Gavin & Nox Experimental Cut)
- 2003 – Chiffon feat. Natasja – Heaven (Chris van Gavin Step Mix)
- 2003 – Jean Moiree – Playa de Ibiza (Gavin & Nox Remix)
- 2004 – Re-Flex – Abulle (Gavin & Nox Remix)
- 2004 – Re-Flex – Abulle (Tom Nox Cut)
- 2004 – Mario Lopez – Sound Of The City (Nature 2.4) (Gavin & Nox Extended Remix)
- 2004 – Gento & Paranoja – Harder Than Hard (Tom Nox Cut)
- 2004 – Clubbticket – You Got Me (Gavin & Nox Remix)
- 2004 – Anaconda – I Hear The Sound (Gavin & Nox Remix)
- 2005 – Alibee meets Locana – Fire (Gavin & Nox Remix)
- 2005 – Falko Niestolik – Soulshaker (Chris van Gavin Remix)
- 2006 – Alex M.O.R.P.H. & Woody van Eyden feat. Kate Peters – Heavenly (Gavin & Nox Chillout Mix)
- 2006 – Titus – Endless Dreams 2006 (Symphonic Dawn Remix)
- 2006 – Super8 & Tab – Helsinki Scorchin' (Chris van Gavin Chill House Mix)
- 2006 – LCM! – Ambition (Dawn to Sunrise Mix)
- 2006 – Armin van Buuren – Sail (Gavin & Nox in mid Ocean Mix)